# (6387) 1989 WC
(6387) 1989 WC es un asteroide perteneciente al cinturón de asteroides, región del sistema solar que se encuentra entre las órbitas de Marte y Júpiter, descubierto el 19 de noviembre de 1989 por Seiji Ueda y el astrónomo Hiroshi Kaneda desde el Kushiro Marsh Observatory, Hokkaido, Japón.

## Designación y nombre
Designado provisionalmente como 1989 WC. 

## Características orbitales
(6387) 1989 WC está situado a una distancia media del Sol de 2,623 ua, pudiendo alejarse hasta 3,029 ua y acercarse hasta 2,217 ua. Su excentricidad es 0,155 y la inclinación orbital 1,616 grados. Emplea 1551,83 días en completar una órbita alrededor del Sol.

## Características físicas
La magnitud absoluta de (6387) 1989 WC es 13,77. Tiene 5,300 km de diámetro y su albedo se estima en 0,362. 